# Ibrahim Mbaye
Ibrahim Mbaye (Trappes, 24 de janeiro de 2008) é um futebolista francês que atua como atacante. Atualmente joga no Paris Saint-Germain.

## Carreira
Após defender ES Guyancourt e Versailles, Mbaye chegou ao Paris Saint-Germain em 2018. Na temporada 2023–24, aos 16 anos de idade, ajudou o time Sub-19 a vencer os playoffs do Campeonato Francês da categoria, marcando um gol na vitória por 2 a 0 sobre o Olympique de Marseille na semifinal e dando uma assistência para Senny Mayulu marcar na vitória por 3 a 1 sobre o Auxerre, na final.
Em julho de 2024, foi convocado para a pré-temporada com o time principal do PSG, tendo impressionado o técnico Luis Enrique, jogando pela primeira vez como titular no empate por 2 a 2 com o Sturm Graz, marcando o primeiro gol do PSG no jogo. Após o amistoso contra o RB Leipzig, em agosto, Luis Enrique elogiou o desempenho de Mbaye e afirmou que estava satisfeito com o estilo de jogo do atacante, e 6 dias depois, Mbaye faria sua estreia em partidas oficiais, jogando os 45 minutos iniciais contra o Le Havre, pela primeira rodada da Ligue 1, tornando-se o segundo jogador mais jovem a começar um jogo pelo PSG na primeira divisão francesa, aos 16 anos, 6 meses e 23 dias. Em fevereiro de 2025, assinou seu primeiro contrato profissional com o clube, válido até 2027, fazendo sua estreia na Copa da França na vitória por 7 a 0 sobre o Stade Briochin, em jogo válido pela semifinal da competição.
Em março, Mbaye marcou seu primeiro gol como profissional na vitória por 6 a 1 sobre o Saint-Étienne, 12 minutos após entrar na vaga de Gonçalo Ramos. Integrou ainda o elenco campeão da Liga dos Campeões da UEFA de 2024–25, e embora relacionado para 8 jogos (incluindo a final diante da Internazionale, vencida pelo PSG por 5 a 0), não entrou em campo em nenhuma partida.

## Carreira internacional
Desde 2023, Mbaye representa as seleções de base da França, tendo sido um dos destaques da equipe Sub-16 dos Bleus no Torneio de Montaigu de 2024 e foi eleito o melhor jogador da competição.

## Vida pessoal
Nascido em Trappes, nos arredores de Paris, Mbaye é filho de uma marroquina e de um senegalês.

## Títulos
Paris Saint-Germain
- Campeonato Francês: 2024–25[19]
- Copa da França: 2024–25[20][21]
- Liga dos Campeões da UEFA: 2024–25[22]
- Supercopa da UEFA: 2025[23]

### Individuais
- Melhor jogador do Torneio de Montaigu: 2024
- Titi d'Or: 2024